# Glikozid
Glikozidi so kemične spojine, pri katerih je alkohol preko glikozidne vezi povezan s sladkornim delom molekule. Gre za acetale sladkorjev. Ta definicija velja za tako imenovane O-glikozide (kisikove), kjer je glikozidna vez tipa R-O-Z (R = alkoholni del, O = kisik, kot preostanek polacetalne OH-skupine, Z = sladkorni del). Namesto kisika pa lahko v glikozidni vezi sodeluje tudi:
- žveplo - S (R-S-Z), če imamo na sladkorju namesto OH-skupine tiolno skupino (-SH) - govorimo o S-glikozidih;
- dušik - N (R-NR1-Z), če imamo namesto OH-skupine aminsko skupino (-NHR1) - govorimo o N-glikozidih oziroma glikozilaminih;
- ogljik - C (R-CR´R´´-Z) - govorimo o C-glikozidih ali glikozilni derivati.

Sladkorni del glikozida imenujemo glikon, nesladkorni del pa aglikon ali genin. 

## Biologija in farmacija
Glikozidi so zelo razširjene spojine v naravi. Mnogi med njimi nastajajo v rastlinah kot sekundarni presnovki. Rastline pogosto skladiščijo v vakuoli strupene snovi v nestrupeni glikozidni obliki. Šele po vzpostavitvi glikozida glikozidazam - encimom, ki cepijo glikozidno vez - se zopet sprosti toksičen aglikon; to se zgodi na primer po poškodbi rastlinskega tkiva. 
V farmaciji imajo glikozidi raznovrstne vloge; njihov farmakološki učinek je zlasti odvisen od aglikonskega dela glikozida. Glikon ne vpliva načeloma na učinek, pač pa na farmakokinetiko spojine. Glikozide razdelimo glede na vrsto aglikona v naslednje skupine:
- cianogeni glikozidi,
- saponinski glikozidi,
- iridoidni glikozidi,
- kardiotonični glikozidi,
- flavonoidni glikozidi,
- fenolni glikozidi,
- antrakinonski glikozidi,
- kumarinski glikozidi.